# Yoko Ono
Yoko Lennon Ono (Japans: 小野洋子, Ono Yōko) (Tokio, 18 februari 1933) is een in Japan geboren Amerikaanse multimedia kunstenares en muzikante, songwriter en vredesactiviste. Haar werk breidt zich uit tot performancekunst en films maken. Ono was deel van de Fluxusbeweging en is een van de pioniers van de conceptuele kunst; Grapefruit is een van haar invloedrijkste werken in de conceptuele kunst.

## Biografie
Yoko Ono bracht de eerste vier jaren van haar leven door in San Francisco, waar haar vader Eisuke Ono voor de Yokohama Specie Bank werkte. Haar moeder Isoko Yasuda kwam uit een familie van bankiers. In 1937 verhuisde het gezin weer naar Tokio, en in 1940 naar New York. In 1941 werd Ono's vader overgeplaatst naar Hanoi in Vietnam en repatrieerde de rest van het gezin naar Japan. Ono beleefde het grote bombardement op Tokio op 9 maart 1945 in een schuilkelder in het district Azabu, ver van waar de bommen vielen.
Yoko Ono maakte deel uit van de Fluxus-kunstbeweging. Zo werkte ze eind jaren 50 en begin jaren 60 een paar keer samen met John Cage en David Tudor in optredens in Tokio en New York. Cage was voor haar belangrijk: "Aan John Cage dank ik het vertrouwen dat de richting, die ik ingeslagen was, niet idioot was."
Van 1956 tot 1961 leefde Ono in New York. Daar gaf ze voor haar levensonderhoud onder meer les in traditionele kunst bij de Japan Society in Manhattan. Ze voelde zich thuis tussen gelijkgestemde componisten en kunstenaars, die volgens haar "allemaal op dezelfde manier revolutionair waren". Ze huurde een loft op Chambers Street 112, waar ze van december 1960 tot juni 1961 met de componist en musicus La Monte Young de Chambers Street Loft Series organiseerde die een plek bood aan Avant-garde-performances. Cage en Tudor waren bij het eerste concert aanwezig en later ook Marcel Duchamp en Max Ernst. In november 1961 had Ono in Carnegie Recital Hall haar eerste grote optreden onder de titel Works by Yoko Ono. Bij dit optreden bracht Ono het poëtische stuk A Grapefruit in the World of Park (1961) en AOS - To David Tudor (1961), een meerdelige "opera" met verschillende spelers die, ondanks omgebonden flessen en blikjes geluidloos op het toneel probeerden te bewegen, met het geruis van het spoelen van toiletten en verscheidene gelijktijdig afgespeelde tapes.
In 1962 ging Ono terug naar Tokio waar ze, net als in New York, probeerde om een carrière als kunstenaar op te bouwen. In mei gaf ze in het Sogetsu Art Center een concert onder de titel Sogetsu Contemporary Series 15: Works of Yoko Ono, waar vertegenwoordigers uit de avant-garde van Tokio aan deelnamen. Ono bracht de werken The Pulse (1962), waarin uitvoerenden elke keer geluiden in een microfoon maakten nadat ze een wiskundig probleem hadden opgelost, Lighting Piece (1955), waarvoor een lucifer werd aangestoken en het afbranden geobserveerd werd, en A Grapefuit in the World of Park. Voor de concertzaal was Ono's Instructions for Paintings (1962) te zien.
In performances en tentoonstellingen ontstond het project Grapefruit, dat ze in 1964 in een boek in eigen beheer uitgaf. In teksten en partituren, soms gericht aan bekende kunstenaars, gaf ze ideeën als instructies mee. Hiermee kon ze anderen uit laten voeren wat ze zelf niet wist te realiseren.
Een van haar andere performancekunstwerken was Cut Piece (1964). Aan het begin van de performance zat Ono zwijgend op een podium. Ze droeg een zwarte jurk. Het aanwezige publiek werd uitgedaagd om een stuk van de jurk af te snijden.
Deze happening zou een jaar later door Fluxus-artiest van het eerste uur Robin Page gespiegeld worden in zijn opzienbarende happening Merry Christmas '66, waarbij hij naakt op de grond lag en het publiek hem met kerstcadeaus stukje bij beetje moest bedekken.
In augustus 1964 nam ze alweer afscheid van Tokio voor New York in het Sogetsu Art Center met Yoko Ono Farewell Concert: Strip Tease Show. Op het programma stonden Cut Piece, Bag Piece (1964), waarin ze op het toneel een zwarte zak aantrok, en Strip Tease for Three (1964), waarbij er drie lege stoelen op het toneel geplaatst werden. In 1965 had ze twee grote solo-optredens in New York: in maart New Works of Yoko Ono in de Carnegie Recital Hall en in juni  Perpetual Flux Fest Presents Yoko Ono in de Cinemateque. In september nam ze aan de 3rd Annual New York Avant Garde Festival deel, dat door celliste en kunstenares Charlotte Moorman georganiseerd werd en met wie Ono ook in de daaropvolgende jaren zou optreden.
Yoko Ono werd verder vooral bekend door haar huwelijk met John Lennon, lid van The Beatles, aan het eind van de jaren zestig. In november 1966 leerde Ono Lennon kennen bij een voorbezichtiging van haar tentoonstelling Unfinished Paintings & Objects by Yoko Ono in de Londense Indica Gallery. Hierin presenteerde ze een nieuwe, objectgeoriënteerde richting van haar conceptkunst met onder meer White Chess Set (1966, een volledig wit schaakspel) en SKY TV (1966, een TV die een livebeeld van de hemel liet zien). Een ander kunstwerk was Painting to Hammer a Nail (1961), een schilderij waarin door bezoekers met een hamer een spijker geslagen mocht worden. Lennon vroeg of hij dit mocht, waarna ze zei dat dit mocht als hij 5 Shilling betaalde. Hierna vroeg hij of hij niet hoefde te betalen als hij een denkbeeldige spijker in het schilderij sloeg. Ono zag Lennon hierdoor direct als een geestverwant.
In november 1968 brachten John en Yoko (ze zagen zich als een eenheid) de elpee Two Virgins uit waarvoor ze beiden naakt poseerden voor de foto op de hoes. In maart 1969 hielden Lennon en Ono hun pacifistische protestactie Bed-In in het Hiltonhotel in Amsterdam en in mei dat jaar in het Queen Elizabeth Hotel in Montreal. Deze acties vonden kort na hun huwelijk plaats. Hun zoon, Sean Taro Ono Lennon, werd geboren in 1975. Ono was al tweemaal eerder getrouwd.

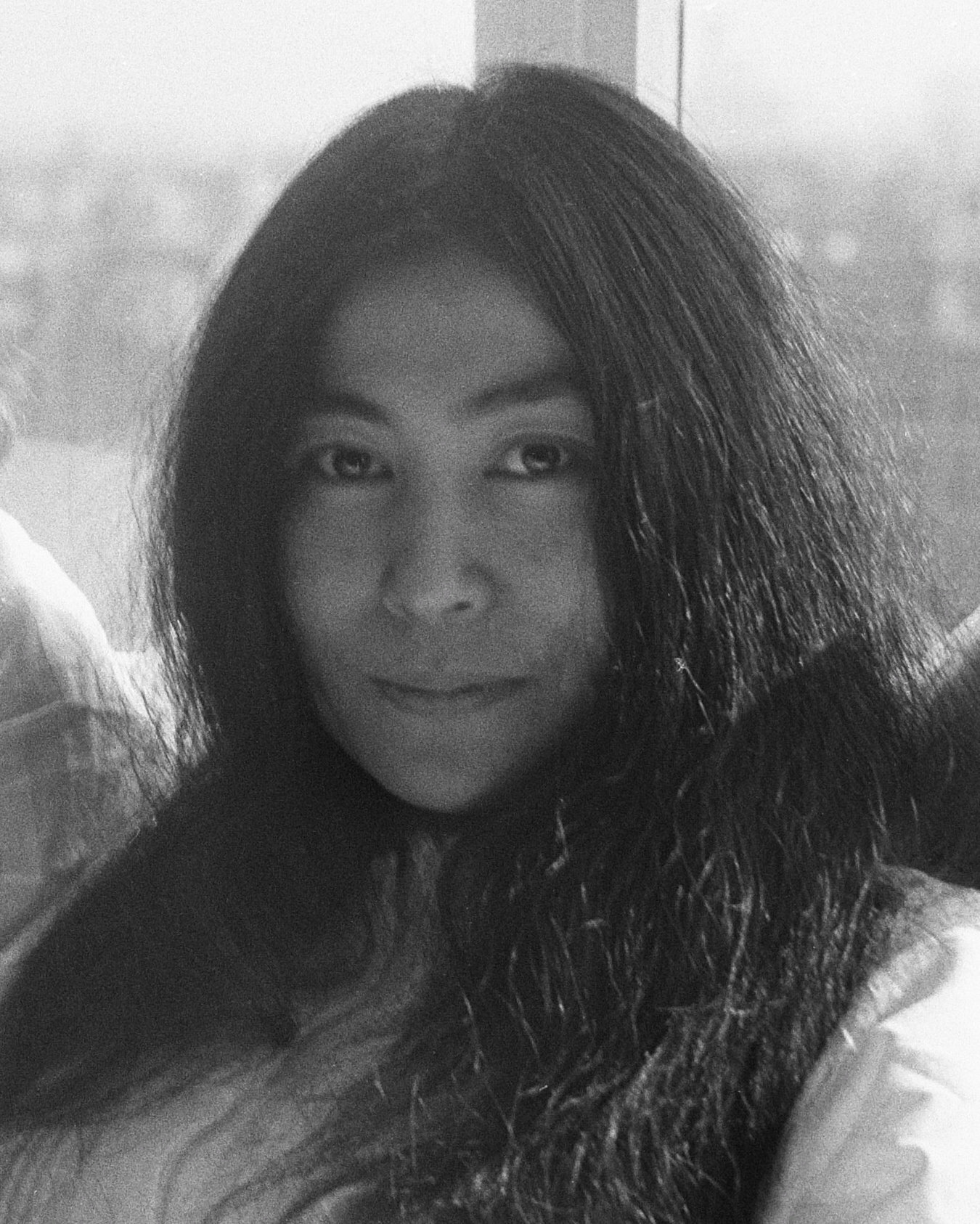
Yoko Ono op huwelijksreis in Amsterdam.

Yoko Ono werd door diehard fans en sommige popjournalisten ervan beschuldigd door haar bemoeizucht verantwoordelijk te zijn voor het uiteenvallen van The Beatles. Volgens Beatles-kenners lagen echter meerdere oorzaken aan de basis van de split. In augustus 2010 werd bekend dat Ono zich bleef verzetten tegen de verspreiding van de songs van The Beatles via het digitale platform iTunes. Een duidelijke verklaring daarvoor gaf Yoko Ono niet. Ze zei slechts: "There's just an element that we're not very happy about, as people. We are holding out."
In de zomer van 1969 nemen Ono en John Lennon hun intrek in het Tittenhurst Park, een uitgestrekt landgoed van 29 hectare met villa in Georgiaanse stijl nabij Ascot in het Engelse graafschap Berkshire. Daar maakten ze in 1969 The Wedding Album, dat opnamen bevatte van hun hartslagen met om en om hun voornamen geschreeuwd; het uit hetzelfde jaar daterend album Life with the Lions (1969) bevatte opnamen van alleen maar stilte. Ono had hierna bescheiden succes als muzikant met haar eigen Plastic Ono Band. Haar debuutalbum Yoko Ono/Plastic Ono Band uit 1970 wordt omschreven als avant-gardistische en experimentele muziek. Het werd opgenomen met dezelfde musici en producers als Lennons eerste soloalbum John Lennon/Plastic Ono Band en ook in dezelfde periode. Ook zijn de beide hoezen vrijwel identiek. Verder werkte ze samen met Yo La Tengo.
Ze stelde de fondsen ter beschikking voor de realisatie en het onderhoud van het Strawberry Fields memorial in Central Park ertegenover, en verrichtte de onthulling van het monument op 9 oktober 1985, wat Lennons 45e verjaardag had moeten zijn.
Op 9 oktober 2000 opende ze het John Lennon-museum in de Japanse stad Saitama in de agglomeratie van Tokio, waar haar wortels liggen. Het museum bestond tien jaar tot september 2010.
Ono treedt zo nu en dan nog op als performancekunstenaar. Op 14 juli 2007 deed ze een headline-optreden op het Pitchfork Music Festival in Chicago onder andere begeleid door Thurston Moore (Sonic Youth) op gitaar.
In 2009 ontving Ono de Gouden Leeuw van de Biënnale van Venetië voor haar gehele oeuvre en in 2012 ontving ze in Oostenrijk de Oskar-Kokoschka-prijs voor beeldende kunst waarbij de jury ook haar volhardende maatschappelijke engagement huldigde.

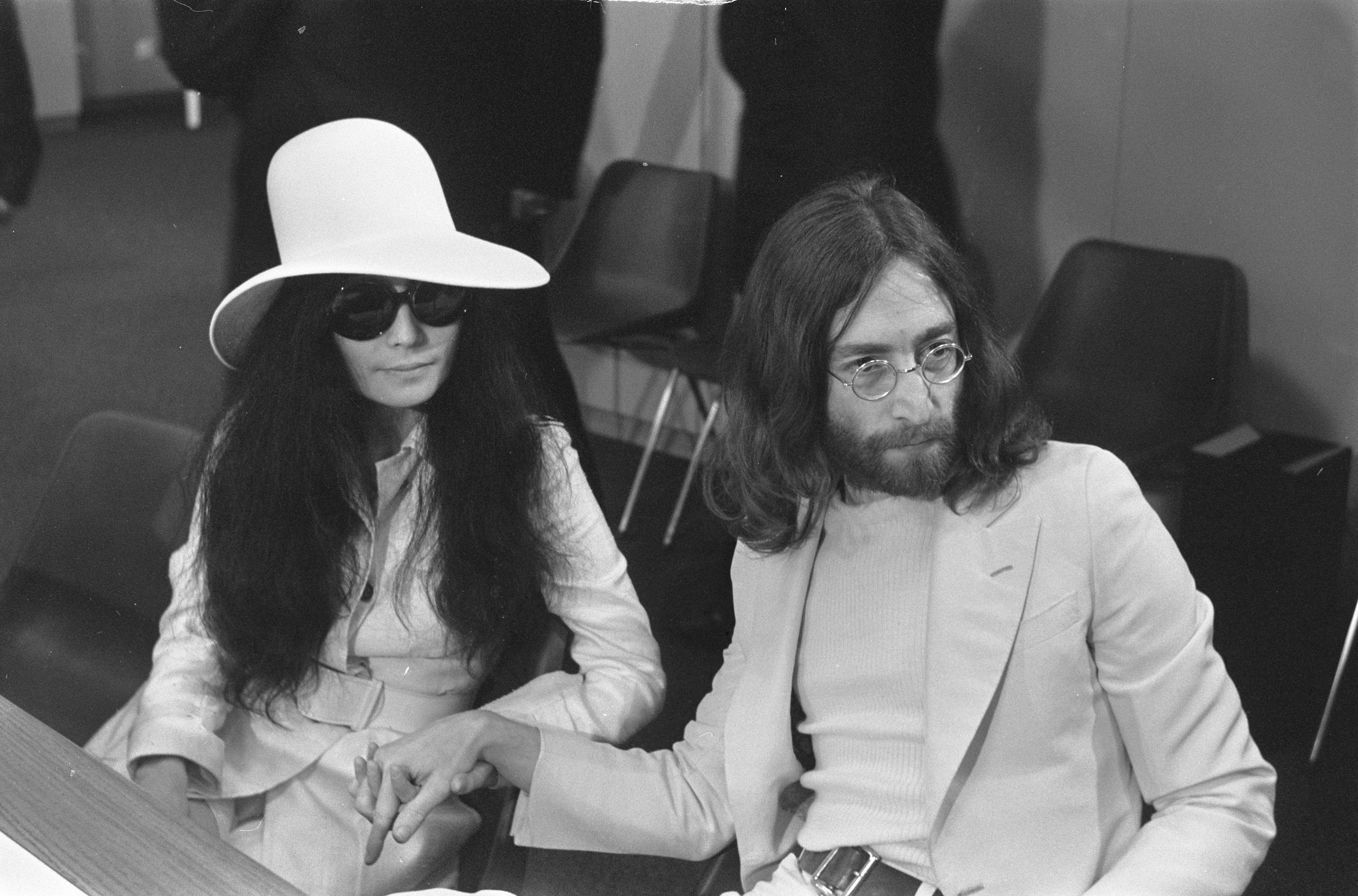
Yoko Ono en John Lennon vertrekken van Schiphol naar Wenen.

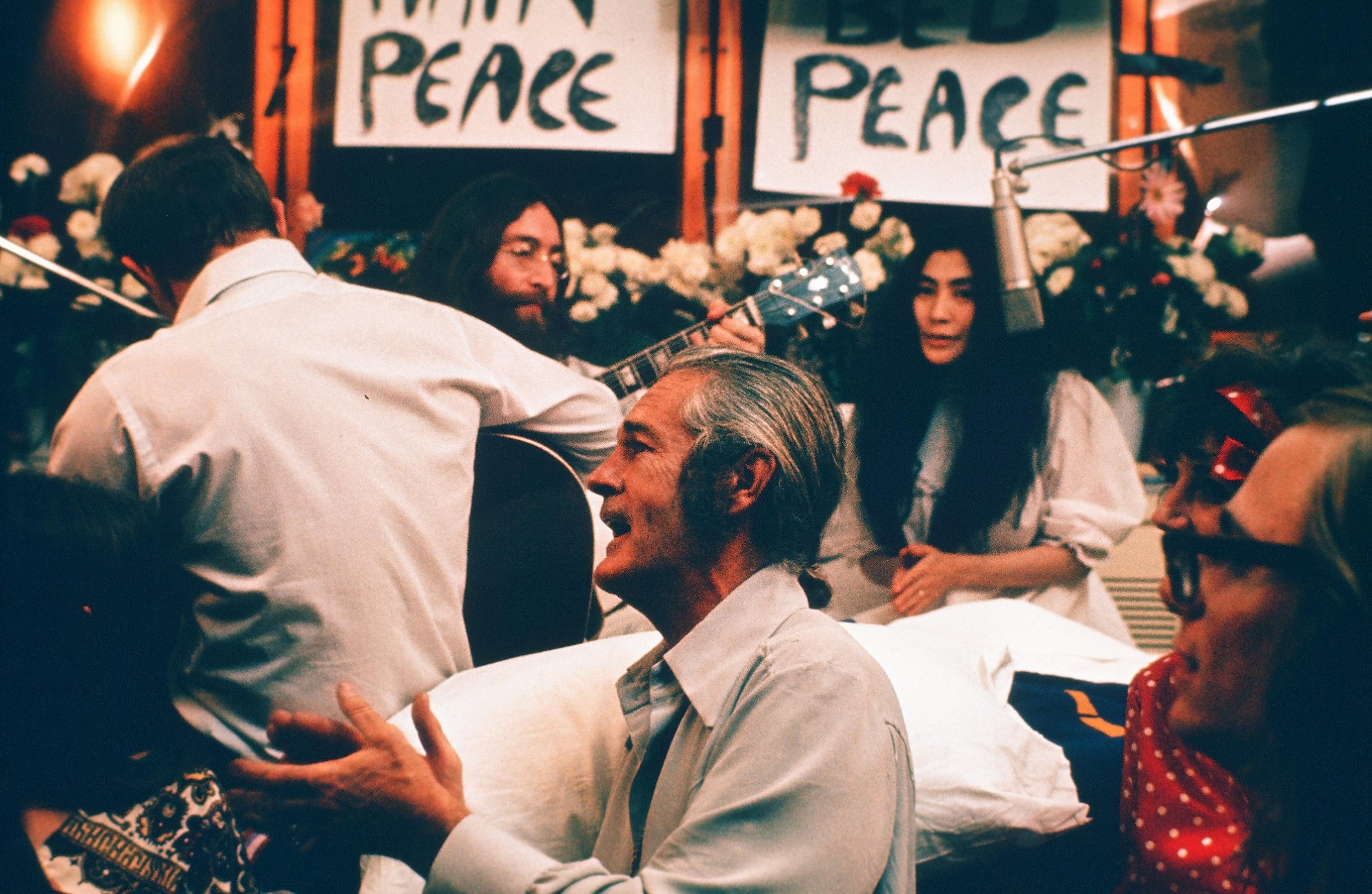
John Lennon (links), Yoko Ono (rechts) speelt Give Peace a Chance in 1969

William Bennett, de oprichter van de Engelse band Whitehouse, die het industrial-subgenre power electronics introduceerde, noemde Yoko Ono ooit als een belangrijke inspiratiebron.
Ze woonde in 2020 nog altijd in het Dakota-gebouw in New York dat ze in april 1973 samen met John Lennon betrok. Ze heeft al haar zakelijke belangen van the Beatles en John Lennon overgedragen aan haar zoon Sean.

## Discografie

### Albums
| Album met eventuele hitnotering(en) in de Nederlandse Album Top 100 | Datum van verschijnen | Datum van binnenkomst | Hoogste positie | Aantal weken | Opmerkingen                           |
| ------------------------------------------------------------------- | --------------------- | --------------------- | --------------- | ------------ | ------------------------------------- |
| Unfinished music No. 1 - Two virgins                                | 29-11-1968            | -                     |                 |              | met John Lennon / Experimenteel album |
| Unfinished music No. 2 - Life with the lions                        | 09-05-1969            | -                     |                 |              | met John Lennon / Experimenteel album |
| Wedding album                                                       | 07-11-1969            | -                     |                 |              | met John Lennon / Experimenteel album |
| Some time in New York City                                          | 12-06-1972            | -                     |                 |              | met John Lennon                       |
| Double fantasy                                                      | 17-11-1980            | 29-11-1980            | 5               | 21           | met John Lennon                       |
| Milk and honey                                                      | 27-01-1984            | 04-02-1984            | 9               | 8            | met John Lennon                       |

### Singles
| Single met eventuele hitnotering(en) in de Nederlandse Top 40 | Datum van verschijnen | Datum van binnenkomst | Hoogste positie | Aantal weken | Opmerkingen |
| ------------------------------------------------------------- | --------------------- | --------------------- | --------------- | ------------ | --- |
| Happy Xmas (War is over)                                      | 1972                  | 23-12-1972            | 6               | 7            | als John & Yoko / met The Plastic Ono Band & The Harlem Community Choir / Nr. 7 in de Single Top 100 / Alarmschijf |
| Happy Xmas (War is over)                                      | 1980                  | 03-01-1981            | 6               | 5            | als John & Yoko / met The Plastic Ono Band & The Harlem Community Choir / Nr. 2 in de Single Top 100 / Alarmschijf |
| Happy Xmas (War is over)                                      | 2003                  | -                     |                 |              | als John & Yoko / met The Plastic Ono Band & The Harlem Community Choir / Nr. 78 in de Single Top 100              |
| Happy Xmas (War is over)                                      | 2008                  | -                     |                 |              | als John & Yoko / met The Plastic Ono Band & The Harlem Community Choir / Nr. 53 in de Single Top 100              |
| Happy Xmas (War is over)                                      | 2009                  | -                     |                 |              | als John & Yoko / met The Plastic Ono Band & The Harlem Community Choir / Nr. 74 in de Single Top 100              |
| Happy Xmas (War is over)                                      | 2010                  | -                     |                 |              | als John & Yoko / met The Plastic Ono Band & The Harlem Community Choir / Nr. 60 in de Single Top 100              |
| Happy Xmas (War is over)                                      | 2011                  | -                     |                 |              | als John & Yoko / met The Plastic Ono Band & The Harlem Community Choir / Nr. 84 in de Single Top 100              |

| Single met hitnotering(en) in de Vlaamse Ultratop 50 | Datum van verschijnen | Datum van binnenkomst | Hoogste positie | Aantal weken | Opmerkingen                                                                                          |
| ---------------------------------------------------- | --------------------- | --------------------- | --------------- | ------------ | --- |
| Give peace a chance                                  | 1969                  | 09-08-1969            | 3               | 7            | Plastic Ono Band                                                                                     |
| Happy Xmas (War is over)                             | 1972                  | 30-12-1972            | 4               | 15           | als John & Yoko / met The Plastic Ono Band & The Harlem Community Choir / Nr. 3 in de Radio 2 Top 30 |
| Happy Xmas (War is over)                             | 1981                  | -                     |                 |              | als John & Yoko / met The Plastic Ono Band & The Harlem Community Choir / Nr. 8 in de Radio 2 Top 30 |

### NPO Radio 2 Top 2000
| Nummer met noteringen in de NPO Radio 2 Top 2000 | '99 | '00 | '01  | '02  | '03  | '04  | '05  | '06  | '07  | '08  | '09  | '10  | '11  | '12  | '13  | '14 | '15  | '16-'18 | '19  |
| ------------------------------------------------ | --- | --- | ---- | ---- | ---- | ---- | ---- | ---- | ---- | ---- | ---- | ---- | ---- | ---- | ---- | --- | ---- | ------- | ---- |
| Happy Xmas (War Is Over) (met John Lennon)       | 412 | 589 | 1088 | 1082 | 1108 | 1304 | 1675 | 1663 | 1959 | 1526 | 1757 | 1509 | 1513 | 1639 | 1904 | -   | 1649 | -       | 1965 |

1. ↑  Een '-' betekent dat het nummer niet was genoteerd en een vetgedrukt getal geeft de hoogste notering aan.
2. ↑  Deze tabel is bijgewerkt tot en met de meest recente editie (2024).

## Verwijzingen
1. ↑  Bingham, Juliet, Hendricks, Jon, Monnahan, Connor, Gaensheimer, Susanne, Dander, Patrizia (uitg.), Yoko Ono. Music of the Mind (Düsseldorf 2024), 262.
2. ↑  Ibidem.
3. ↑  Ibidem, 264.
4. ↑  https://www.moma.org/learn/moma_learning/yoko-ono-cut-piece-1964
5. ↑  Yoko Ono. Music of the Mind (Düsseldorf 2024), 265.
6. ↑  "Yoko Ono lag niet aan basis van split Beatles", VRT Nieuws, 28 oktober 2012
7. ↑  Schep, Dominic, 50 jaar na einde The Beatles: "Je kunt niet alles op Yoko Ono afschuiven", Nu.nl, 10 april 2020
8. ↑  Beatles, iTunes Deal Still At Impasse: Yoko Ono, Wired.com, 6 augustus 2010
9. ↑  YOKO ONO, 87, DRAAGT HAAR ZAKELIJKE BELANGEN VAN DE BEATLES EN JOHN LENNON OVER AAN HAAR ZOON SEAN

- Bibsys: 90185231
- Biblioteca Nacional de Chile: 000472469
- Biblioteca Nacional de España: XX1053543
- Bibliothèque nationale de France: cb120405568 (data)
- Catàleg d'autoritats de noms i títols de Catalunya: 981058511390906706
- CiNii: DA04436438
- Gemeinsame Normdatei: 118590049
- International Standard Name Identifier: 0000 0001 2147 8060
- KulturNav: 40787b6f-b377-4d79-8e10-3585dd79d4ee
- Library of Congress Control Number: n50001903
- Nationale Bibliotheek van Letland: 000084628
- MusicBrainz: b0b33754-a664-43b7-ba00-be0dc4ec2396
- Bibliotheek van het Japanse parlement: 00472538
- National Gallery of Victoria: 31252
- Nationale Bibliotheek van Tsjechië: jn20010525083
- Nationale bibliotheek van Australië: 35399147
- Nationale Bibliotheek van Israël: 987007306476405171
- Nationale Bibliotheek van Polen: a0000001184017
- Nationale en Universitaire bibliotheek Zagreb: 000212469
- Nederlandse Thesaurus van Auteursnamen: 068811829
- PIC: 20558
- RKD-Nederlands Instituut voor Kunstgeschiedenis: 230351
- Istituto Centrale per il Catalogo Unico: CFIV096077
- LIBRIS: 268487
- SNAC: w63x8f82
- Système universitaire de documentation: 028603168
- Trove: 939065
- Union List of Artist Names: 500115959
- Virtual International Authority File: 111076257
- WorldCat: E39PBJqfHcXtytgcchDXKyJ4bd